# ФК Баку
ФК „Баку“ (на азербайджански Bakı Futbol Klubu, Бакъ Футбол Клубу) е футболен клуб от столицата на Азербайджан град Баку.
Основан е през 1997 г. след обединението на „Чинар Полис Академи“ и „Гартал-95“. Става за пръв път шампион на Азербайджан през миналия сезон.
Играе домакинските срещи на националния стадион „Тофик Бахрамов“ (29 858 зрители). Официалните цветове на клуба са синьо и бяло.
Най-доброто постижение на тима преди шампионската титла през сезон 2008/09 е второ място през 1997 г. Отборът от столицата събира актив от 58 точки, с 1 повече от „Карван“ и 4 от „Нефтчи“. Спонсор е петролният холдинг „Баглан“ с президент Хафъз Мамадов, според Агенция „Фокус“.

## Български футболисти
- Станислав Бачев: 2007/09 - (22 мача - 2 гола)
- Александър Томаш: 2008/10 - (23 мача - 0 гола)
- Радомир Тодоров: 2011 - (7 мача - 0 гола)